# Parcours de régate d'Oberschleißheim

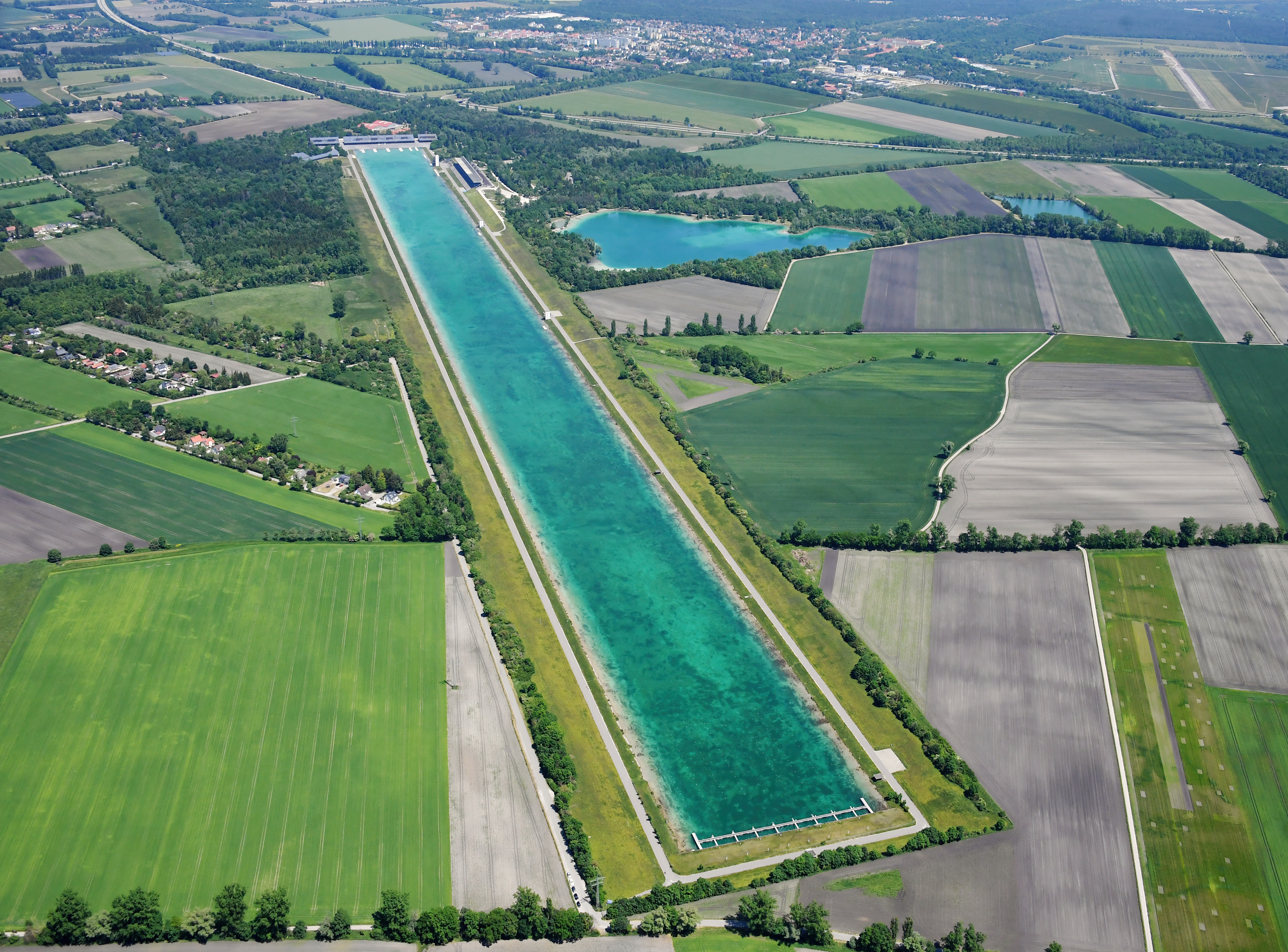
Regattastrecke Oberschleißheim près de Munich en Allemagne

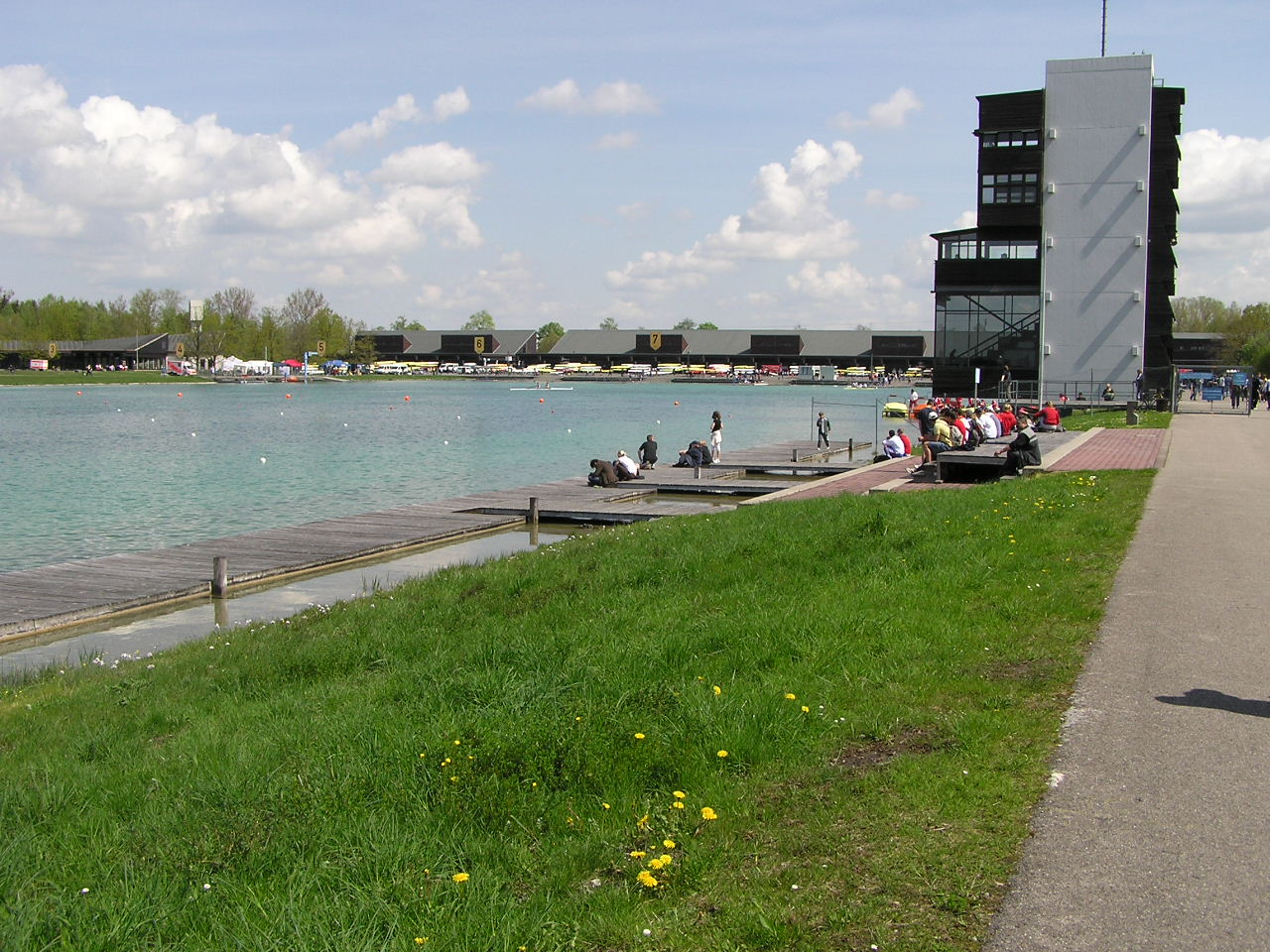
Regattastrecke Oberschleißheim

Le Regattastrecke Oberschleißheim est un site d'aviron situé à Oberschleißheim au nord de Munich en Allemagne. Il a été construit pour les épreuves d'aviron et de canoë-kayak des Jeux olympiques d'été de 1972 et a depuis accueilli de nombreux événements d'aviron, notamment mondiaux.

## Histoire
En 1972, un site artificiel de canoë-kayak et d'aviron a été créé à Oberschleißheim pour les Jeux olympiques d'été de Munich. Le parcours fait 2 kilomètres de long et 135 mètres de large et est utilisé régulièrement. Le parcours est accessible par le réseau de transports en commun et de routes de Munich. Les tribunes ont une capacité de 9 500 spectateurs. 

## Événements majeurs

### Jeux olympiques
- Jeux olympiques d'été de 1972

### Championnats du monde d'aviron
Deux championnats du monde d'aviron ont eu lieu sur le site: 
- Championnats du monde d'aviron 1981
- Championnats du monde d'aviron 2007

### Coupe du monde d'aviron
Des coupes du monde sont régulièrement organisées à Oberschleißheim. 
- Coupe du monde d'aviron 1997
- Coupe du monde d'aviron 1998
- Coupe du monde d'aviron 2000
- Coupe du monde d'aviron 2001
- Coupe du monde d'aviron 2002
- Coupe du monde d'aviron 2003
- Coupe du monde d'aviron 2004
- Coupe du monde d'aviron 2005
- Coupe du monde d'aviron 2006
- Coupe du monde d'aviron 2008
- Coupe du monde d'aviron 2009
- Coupe du monde d'aviron 2010
- Coupe du monde d'aviron 2011